# Колонна, Джакомо
Колонна, Джакомо (итал. Giacomo Colonna;  1300 или 1301, Авиньон – 1341, Ломбес) — епископ Ломбесский, шестой сын  Стефано Колонна "Старшего".

## Биография
Родился Джакомо Колонна предположительно 1300 или 1301 году в Авиньоне. С 1322 по 1327 год учился в Болонском университете, где познакомился с Петраркой и посещал вместе с ним уроки Джованни ди Андреа. Франческо Петрарка и Джакомо Колонна стали лучшими друзьями, Джакомо познакомил Петрарку со своей семьёй которая покровительствовала поэту пока тот не поддержал Римского «трибуна» Кола ди Риенци в 1347 году.
В 1328 году Джакомо Колонна был избран епископом Ломбеса в Гаскони и занимал этот пост до своей смерти в 1341 году.
После смерти Джакомо, Петрарка посвятил ему 322 и 323 сонет в своём Канцоньере.